# Epipocus tristinoctis
Epipocus tristinoctis är en skalbaggsart som beskrevs av Strohecker 1977. Epipocus tristinoctis ingår i släktet Epipocus och familjen svampbaggar. Inga underarter finns listade i Catalogue of Life.